# Landtagswahlkreis Borken II
Der Landtagswahlkreis Borken II ist ein Landtagswahlkreis in Nordrhein-Westfalen. Er umfasst die Gemeinden Ahaus, Gronau, Heek, Legden, Schöppingen, Stadtlohn und Vreden im Kreis Borken.
Zur Landtagswahl 2005 tauschten die Wahlkreise Borken II und Borken III ihre Gebiete, allerdings wurden die Wahlkreisgebiete auch verändert, so wurde der neue Landtagswahlkreis Coesfeld I – Borken III um einige Gemeinden im Kreis Coesfeld erweitert.

## Landtagswahl 2022
Wahlberechtigt waren 110.438 Einwohner, die Wahlbeteiligung betrug 57,6 Prozent.
| Direktkandidat   | Partei | Erststimmen in % | Zweitstimmen in % |
| ---------------- | ------ | ---------------- | ----------------- |
| Heike Wermer     | CDU    | 59,5             | 53,8              |
| Norbert Ricking  | SPD    | 21,2             | 19,6              |
| Sergej Kernebeck | FDP    | 5,4              | 5,7               |
| –                | AfD    | –                | 3,6               |
| Jens Steiner     | GRÜNE  | 10,9             | 12,5              |
| Nils Feldhaus    | LINKE  | 3,1              | 1,3               |
| –                | Übrige | –                | 3,5               |

## Landtagswahl 2017
Wahlberechtigt waren 110.254 Einwohner. Die Wahlbeteiligung lag bei 67,3 %.
| Direktkandidat   | Partei  | Erststimmen in % | Zweitstimmen in % |
| ---------------- | ------- | ---------------- | ----------------- |
| Dietmar Brüning  | SPD     | 26,0             | 26,0              |
| Heike Wermer     | CDU     | 56,3             | 48,8              |
| Jens Steiner     | GRÜNE   | 3,8              | 4,1               |
| Ulrich Doetkotte | FDP     | 6,9              | 11,4              |
| –                | PIRATEN | –                | 0,8               |
| Philip Schulz    | LINKE   | 2,8              | 2,6               |
| Helmut Seifen    | AfD     | 4,1              | 4,2               |
| –                | Übrige  | –                | 2,1               |

Neben der erstmals angetretenen Wahlkreisgewinnerin Heike Wermer (CDU) wurde der AfD-Direktkandidat Helmut Seifen über Listenplatz sechs der Landesliste seiner Partei in den Landtag gewählt.

## Landtagswahl 2012
Wahlberechtigt waren 109.264 Einwohner. Die Wahlbeteiligung lag bei 60,3 %.
| Direktkandidat      | Partei  | Erststimmen in % | Zweitstimmen in % |
| ------------------- | ------- | ---------------- | ----------------- |
| Bernhard Tenhumberg | CDU     | 50,0             | 41,9              |
| Sonja Jürgens       | SPD     | 31,0             | 31,5              |
| Dietmar Eisele      | GRÜNE   | 6,2              | 7,7               |
| Karlheinz Busen     | FDP     | 4,3              | 7,9               |
| Robert Brandt       | LINKE   | 1,7              | 1,6               |
| Stephan Rotering    | PIRATEN | 6,7              | 6,5               |
| –                   | Übrige  | –                | 2,9               |

## Landtagswahl 2010
Wahlberechtigt zur Landtagswahl 2010 waren 109.182 Einwohner des Wahlkreises. Die Wahlbeteiligung lag bei 58,5 %.
| Direktkandidat      | Erststimmen in % | Partei | Zweitstimmen in % |
| ------------------- | ---------------- | ------ | ----------------- |
| Bernhard Tenhumberg | 54,4             | CDU    | 49,2              |
| Stefanie Wiegand    | 28,2             | SPD    | 26,0              |
| Dietmar Eisele      | 7,2              | GRÜNE  | 9,0               |
| Karlheinz Busen     | 5,7              | FDP    | 8,0               |
| Marita Wagner       | 4,0              | LINKE  | 4,0               |
| Heinz Kaulbach      | 0,4              | PBC    | 0,2               |
| –                   | –                | Übrige | 3,6               |

## Landtagswahl 2005
Wahlberechtigt zur Landtagswahl 2005 waren 106.032 Einwohner des Wahlkreises. Die Wahlbeteiligung lag bei 64,1 %.
| Direktkandidat        | Partei | Stimmen in % |
| --------------------- | ------ | ------------ |
| Stefanie Wiegand      | SPD    | 24,0         |
| Bernhard Tenhumberg   | CDU    | 62,9         |
| Karlheinz Busen       | FDP    | 5,9          |
| Gerhard Welper        | GRÜNE  | 3,7          |
| Michael Scheidtweiler | REP    | 0,7          |
| Muhittin Yaray        | PDS    | 0,6          |
| Heinz Kaulbach        | PBC    | 0,3          |
| Bernhard Suek         | ödp    | 0,2          |
| Robert Brandt         | WASG   | 1,7          |

## Landtagswahl 2000
Wahlberechtigt waren 101.634 Einwohner. Die Wahlbeteiligung lag bei 57,1 %
| Direktkandidat         | Partei | Stimmen in % |
| ---------------------- | ------ | ------------ |
| Günter Albert Zaborski | SPD    | 30,9         |
| Bernhard Tenhumberg    | CDU    | 54,5         |
| Gertrud Welper         | GRÜNE  | 5,5          |
| Werner Eink            | FDP    | 7,8          |
| Übrige                 | Übrige | 1,3          |